# Follow You Follow Me

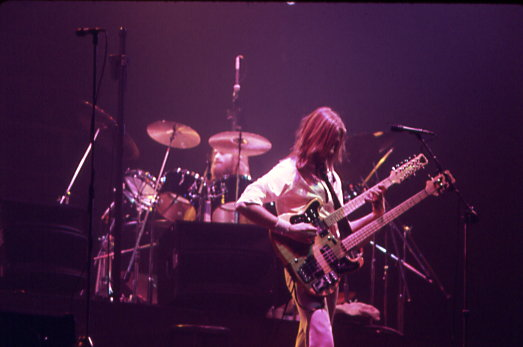
Mike Rutherford, im Hintergrund Phil Collins (1977)

Follow You Follow Me ist ein Lied der englischen Rockband Genesis aus ihrem neunten Studioalbum … And Then There Were Three …. 
Die Musik wurde von der Band komponiert und der Text von ihrem Bassisten und Gitarristen Mike Rutherford geschrieben. Die Single wurde zum ersten Charthit von Genesis in Deutschland, Österreich und der Schweiz, zum ersten Top-10-Hit in Großbritannien und ihr erster Top-30-Hit in den USA.

## Hintergrund
Wie ein Großteil des Albums war das langsamere, gefühlvolle Follow You Follow Me eine Abkehr von den meisten ihrer früheren Arbeiten als progressive Rockband, mit einer einfachen Melodie, romantischen Texten und einer Strophe-Refrain-Struktur. Obwohl frühere Alben Liebesballaden enthielten wie Your Own Special Way von Wind & Wuthering (1976), war Follow You Follow Me der erste weltweite Pop-Erfolg der Gruppe. Die Band war der Meinung, dass ihre Musik hauptsächlich ein männliches Publikum ansprach, und so wurde dieser Song auch geschrieben, um dieses Ungleichgewicht zu überwinden.

## Musik
Der Song geht auf eine Akkordfolge von Mike Rutherford zurück, der den Text in etwa zehn Minuten geschrieben hat. Zu dieser Zeit schrieb die Band ihre Songs normalerweise nicht gemeinsam. Der Keyboarder Tony Banks sagte: 

„Das war unsere einzige wirklich von der Gruppe geschriebene Nummer. Mike spielte das Riff, dann begann ich, eine Akkordfolge und eine Melodielinie darauf zu spielen, die Phil dann in den Mittelpunkt stellte. Es funktionierte so gut, weil es so einfach war; es reichte, wie es war. Ich hatte gerade einen einfachen Liebestext für Many Too Many geschrieben, und ich glaube, Mike wollte das Gleiche versuchen. Vielleicht war Follow You Follow Me fast zu banal, aber ich habe mich daran gewöhnt. Ich glaube, es fällt uns viel leichter, lange Geschichten zu schreiben als einfache Liebeslieder.“

Schlagzeuger und Sänger Phil Collins beschrieb den Song als „einen großartigen Rhythmus-Track“, sagte aber, dass er „nicht als Hit-Single gedacht war“.

## Musikvideo
Das Musikvideo zu dem Song war eine gemimte Live-Performance der Band, die in den Shepperton Studios gefilmt wurde. Es erschien später auf ihrer DVD The Video Show (2004). In dem Video trägt Banks einen Pullover der Eishockeymannschaft Vancouver Canucks. In der Hauptszene benutzt Collins ein Shaker-ähnliches Instrument, während er singt, er wurde aber auch separat beim Schlagzeugspielen gefilmt.

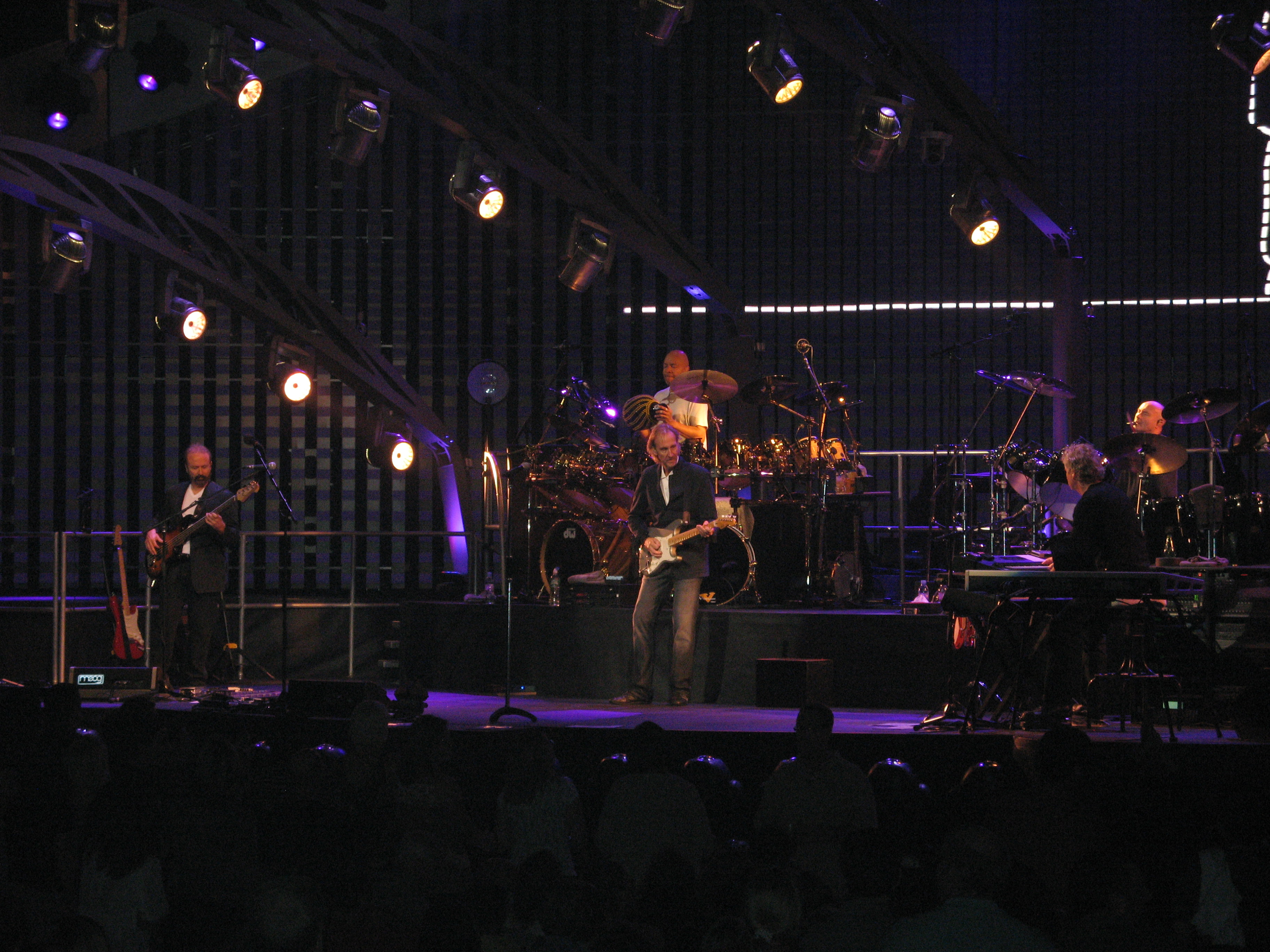
Genesis spielt Follow You Follow Me, Collins singt und spielt Schlagzeug (2007)

## Live- und Coverversionen
Follow You Follow Me wurde oft live gespielt. Ein Auszug des Songs wurde auch auf der We-Can’t-Dance-Tour gespielt, als Teil eines Old Medley von Genesis-Songs.
Während der Turn-It-On-Again-Tour sang Collins und spielte Schlagzeug – einer der wenigen Songs, bei denen er das tat. 
Der Song wurde auch live auf Collins’ Not-Dead-Yet-Tour gespielt, sowie von Mike & the Mechanics und von Ray Wilson.
Rund 20 Coverversionen des Liedes sind verzeichnet.

## Besetzung
- Tony Banks – Keyboard
- Phil Collins – Gesang, Schlagzeug
- Mike Rutherford – E-Gitarre, Bassgitarre

## Rezeption

### Charts und Chartplatzierungen
| ChartsChartplatzierungen       | Höchstplatzierung | Wochen |
| ------------------------------ | ----------------- | ------ |
| Deutschland (GfK)              | 8 (28 Wo.)        | 28     |
| Österreich (Ö3)                | 15 (4 Wo.)        | 4      |
| Schweiz (IFPI)                 | 6 (11 Wo.)        | 11     |
| Vereinigtes Königreich (OCC)   | 7 (13 Wo.)        | 13     |
| Vereinigte Staaten (Billboard) | 23 (16 Wo.)       | 16     |

### Auszeichnungen für Musikverkäufe
| Land/Region                  | Auszeichnungen für Musikverkäufe (Land/Region, Auszeichnung, Verkäufe) | Verkäufe |
| ---------------------------- | ---------------------------------------------------------------------- | -------- |
| Vereinigtes Königreich (BPI) | Silber                                                                 | 250.000  |
| Insgesamt                    | 1× Silber ·                                                            | 250.000  |

Hauptartikel: Genesis (Band)/Auszeichnungen für Musikverkäufe